# Carol Schmidt
Carol Schmidt, romunski general, * 1886, † 1962.